# Joan Gelderman
Joan Gelderman (Oldenzaal, 14 december 1877 – aldaar, 5 oktober 1975) was een Nederlands textielfabrikant en politicus.
Gelderman was een liberaal Eerste Kamerlid uit een Oldenzaalse familie van textielfabrikanten. Hij speelde als ondernemer een belangrijke rol op het gebied van de handelspolitiek en bij de samenwerking tussen textielondernemingen. Vooral in Twente was hij een vooraanstaand persoon. Joan Gelderman werd alom gewaardeerd en gerespecteerd.

## Levensloop
Joan volgde de Latijnse School te Oldenzaal, de gebruikelijke opleiding voor zonen van Twentse textielindustriëlen in de periode voor de Eerste Wereldoorlog. Daarna bezocht hij de Nederlandsche School voor Nijverheid en Handel te Enschede en werkte in textielfabrieken in Lancashire om vervolgens de opleiding af te sluiten met een wereldreis.In 1905 werd hij opgenomen in de uit 1865 daterende familiefirma H.P. Gelderman & Zonen te Oldenzaal. Bij de omzetting van deze firma in een naamloze vennootschap in 1935 werd hij hiervan, met twee familieleden, directeur; van 1960 tot 1963 was hij gedelegeerd commissaris.

## Spilfunctie
Naast de dagelijkse leiding van één der voornaamste Twentse textielfabrieken had hij een brede belangstelling op regionaal, nationaal en internationaal textielgebied. Op grond van zijn vooraanstaande positie was het hem mogelijk een aantal initiatieven te nemen voor een nauwere samenwerking tussen textielondernemingen. Dit was geen eenvoudige opgave binnen een bedrijfstak waarin men zich van oudsher verzette tegen iedere vorm van boven het bedrijfsniveau uitgaande samenwerking en ordening. Het zelfbewustzijn van de Twentse textielfabrikanten, hun afkeer van staatsbemoeienis en hun afkeer van ook van aansluiting bij medefabrikanten waren daarbij de voornaamste hinderpalen. Uitvalspoort voor veel van deze initiatieven was het Economisch Instituut voor de Textielindustrie (EIT) te Rotterdam. Dit was een instelling voor economisch onderzoek en advies, dat in 1930, met prof J. Wisselink als directeur, werd opgericht. Gelderman was, samen met J.B. Blijdenstein W.Jzn., hiervan de initiatiefnemer en na de oprichting voorzitter van de raad van beheer. De drie voornaamste samenwerkingsverbanden, vanuit het EIT opgezet, waren de Manufacturen Export Centrale ter regeling van export naar de Nederlandsch-Indische beschermde markten, de Nederlandse Textielconventie als een conditiekartel voor de gehele Nederlandse katoenindustrie in Nederlands-Indië. Deze laatste kreeg vorm in de NV Java Textielmaatschappij te Tegal. Gelderman werd hiervan voorzitter van de raad van commissarissen.

## Andere functies
Een politieke functie vervulde Gelderman als lid van de Eerste Kamer der Staten-Generaal voor de Liberale Staatspartij van 1928 tot 1946. Tevens was hij de eerste voorzitter van de nieuw opgerichte Kamer van Koophandel voor Twente en Salland van 1921 tot 1928, president-commissaris der Nederlandse Spoorwegen en van de NV Heemaf en commissaris van de Kon. Ned. Katoenspinnerij, de Tilburgse Katoenspinnerij en de Centrale Werkgevers Risicobank. Zijn vooraanstaande positie in het gewest bleek uit zijn benoeming ten slotte in 1945 tot Economische Commissaris van de provincie Overijssel en lid van de commissie Noodvoorziening van het Militair Gezag.

## Fundament
De betekenis van Gelderman als textielindustrieel ligt vooral op economisch gebied; hij trad nauwelijks op de voorgrond op sociaal terrein, dat tijdens het interbellum in Twente gekenmerkt was door felle en langslepende conflicten. De mede door hem geleide onderneming was hier slechts in beperkte mate bij betrokken. Op economisch gebied slaagde hij erin, in een periode van economische neergang, de eerste samenwerkingsverbanden tot stand te doen komen in de Twentse textielindustrie.

## Persoonlijk
Hij trouwde in 1906 met Grace Edith Fuhrken. Het echtpaar kreeg drie zoons, onder wie Joan, en twee dochters.
- Biografisch Portaal: 07813034
- Parlement.com: vg09ll0ylpzu